# Jewsiejewka (obwód smoleński)
Jewsiejewka (ros. Евсеевка) – wieś (ros. деревня, trb. dieriewnia) w zachodniej Rosji, w osiedlu wiejskim Borkowskoje rejonu diemidowskiego w obwodzie smoleńskim.

## Geografia
Miejscowość położona jest nad rzekami Jelsza i Czerniecowa, przy drodze regionalnej 66N-0506 (Prżewalskoje – Jewsiejewka), 4 km od centrum administracyjnego osiedla wiejskiego (Żeruny), 56,5 km od centrum administracyjnego rejonu (Diemidow), 105 km od stolicy obwodu (Smoleńsk), 59,5 km od granicy z Białorusią.
W granicach miejscowości znajdują się ulice: Centralnaja, Mołodiożnaja.

## Demografia
W 2010 r. miejscowość zamieszkiwało 48 osób.

## Historia
W czasie II wojny światowej od lipca 1941 roku dieriewnia była okupowana przez hitlerowców. Wyzwolenie nastąpiło we wrześniu 1943 roku.